# Dique do Tororó
 (avril 2014).
Si vous disposez d'ouvrages ou d'articles de référence ou si vous connaissez des sites web de qualité traitant du thème abordé ici, merci de compléter l'article en donnant les références utiles à sa vérifiabilité et en les liant à la section « Notes et références ».
Le Dique do Tororó est un grand lac artificiel situé au centre de Salvador de Bahia, au Brésil.

## Présentation
Ce lac est riche en poissons, à pêcher ou simplement à observer. En son centre, on peut voir les statues des Orixás, qui mesurent plus de 3 mètres. Lieu touristique, les abords accueillent des restaurants, un parc, des pédalos, ainsi que des équipements de gymnastique. Une piste cyclable et piétonne fait le tour du lac. C'est un très bel endroit en soirée, avec une fontaine lumineuse qui éclaire les statues.
Dans le passé, ce lieu a été délaissé par le gouvernement. L'eau y était très polluée et il n'y avait ni poissons ni statue. Tout cela a changé avec le projet Bahia Azul, et c'est grâce à celui-ci que le Dique est aujourd'hui ce qu'il est.